# Грошево
Грошево — російський військовий полігон. Розташований в Астраханській області на північ від залізничної станції Володимирівка та міста Ахтубінськ. Призначений для випробування авіаційної техніки та проведення військових навчань із застосуванням авіації.
Альтернативна назва полігону: Володимирівка (за назвою залізничної станції).
Полігон належить 929-му Державному льотно-випробувальному центру Міністерства оборони імені Валерія Чкалова (рос. ГЛИЦ).
Починаючи з 1957 на полігоні проходили випробування міжконтинентальної крилатої ракети "Буря", розробленої під керівництвом конструктора Наума Чернякова.